# Slag bij Pozo Almonte
De Slag bij Pozo Almonte vond op 6 maart 1891 plaats tijdens de Chileense Burgeroorlog.

## Geschiedenis

### Voorbereidingen
De rebellen van de revolutionaire tegenregering veroverden sinds het begin van de burgeroorlog in januari 1891 steeds meer terrein het noorden van Chili. De legitieme regering onder president José Manuel Balmaceda raakte ernstig verontrust door deze ontwikkeling en om haar gezag in het noorden te behouden was het noodzakelijk de opmars van de rebellen te stuiten. Kolonel Eulogio Robles Pinochet, die onlangs enkele militaire successen had geboekt tegen de rebellen, kreeg de taak om de verdediging van de provincies Coquimbo, Tarapacá en Antofagasta te organiseren. Er vonden in de periode eind februari tot begin maart bereikten de regeringstroepen de noordelijke provincies via de landroute; de zee werd gecontroleerd door de Chileense marine die volledig op de hand van de rebellen was.
Kolonel Robles arriveerde begin maart met een divisie van 1200 soldaten op het spoorwegstation San Juan, dat net iets landinwaarts ligt, maar toch in de nabijheid van de havensteden Pisagua en Iquique die beide in handen van de rebellen waren. Toen duidelijk was dat de rebellen op de hoogte waren van de komst van Robles trokken zij zich op 2 maart terug op Pozo Almonte om daar versterkingen af te wachten. Kolonel Estanislao del Canto, de bevelhebber van de rebellen trok echter op in de richting van Pozo Almonte om de aanval in te zetten voordat de versterkingen uit Antofagasta (ca. 2700 man) in Pozo Almonte zouden aankomen.

### De strijd
De rebellen, die over 1700 mannen beschikten waren numeriek in de meerderheid en bovendien beschikten over zwaar geschut, namen in de nacht van 6 op 7 maart de divisie van kolonel Robles onder vuur. Robles beging daarop enkele tactische fouten waardoor de rebellen al snel het overwicht kregen. Daar kwam nog bij dat veel manschappen overliepen naar de rebellen. Kolonel Robles raakte tijdens de strijd ernstig gewond en gaf zijn mannen bevel om zich terug te trekken naar Tarapacá. De terugtocht verliep voor de regeringstroepen buitengewoon moeilijk omdat zij voortdurend onder vuur werden genomen door de artillerie van kolonel De Canto.
Uiteindelijk wisten maar 500 manschappen Tarapacá te bereiken. Het regeringsleger verloor 400 man, terwijl aan de zijde der rebellen maar 76 man verloren ging. Tijdens de terugtocht lieten de militairen van het regeringsleger enorme hoeveelheden wapens en munitie achter die in handen van de rebellen vielen.

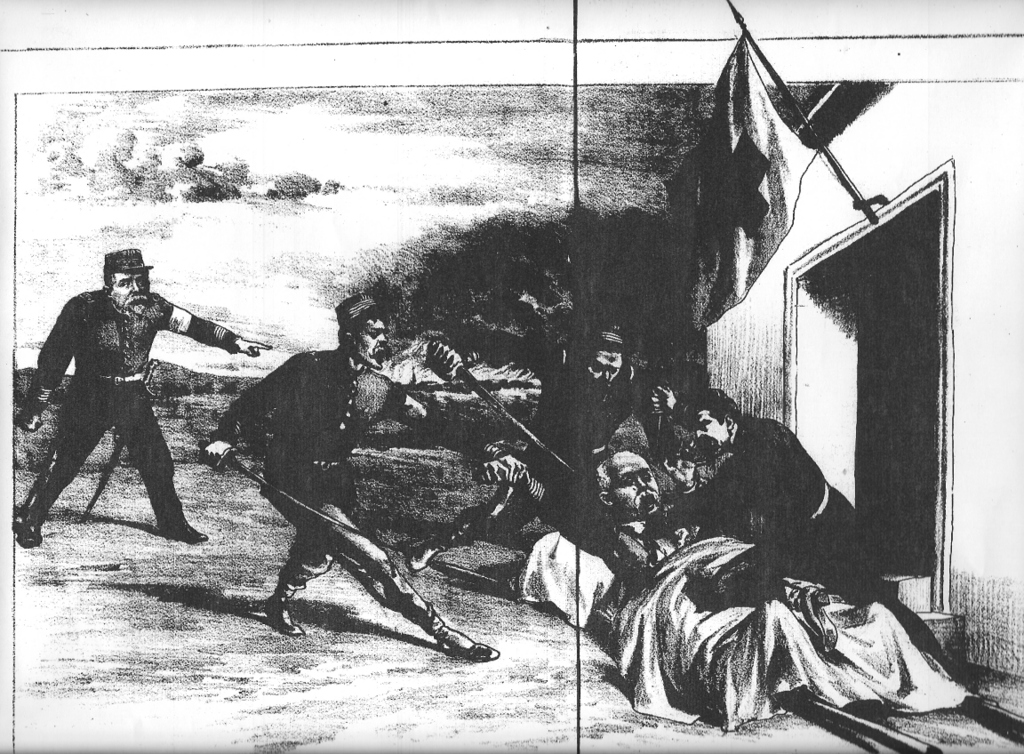
De moord op kolonel Eulogio Robles door rebellen

Kolonel Robles werd met verwondingen in een veldhospitaal van het Rode Kruis opgenomen, maar werd door revolutionaire soldaten op gruwelijke wijze afgeslacht. Hij werd door de regering postuum bevorderd tot brigadegeneraal.

### Nasleep
Met de overwinning van de rebellen op het regeringsleger kwam heel het noorden van Chili de opvolgende dagen en weken onder controle van de rebellen. Op 21 april vormden zij in de stad Iquique een Junta de Gobierno (Junta van de Regering) die onder leiding kwam te staan van kapitein-ter-zee Jorge Montt.

## Bron
- Kunz, Hugo: Der Bürgerkrieg in Chile : mit Porträts, Karten und Plänen. F. A. Brockhaus, Leipzig 1892, pp. 42-43

Zapiga · Alto Hospicio · Punitaqui · Pisagua · Dolores · Huara · Aduana Iquique · Itata-incident · Pozo Almonte · Valparaíso · Caldera · Vallenar · Slachting bij Lo Cañas · Concón · Viña del Mar · Placilla · Baltimorecrisis